# Limonium menigense
Espèce
Limonium menigense est une espèce de plantes à fleurs de la famille des Plumbaginaceae endémique de la Tunisie.